# Striopulsellum
Striopulsellum is een geslacht van tandschelpen uit de  familie van de Pulsellidae.

## Soorten
- Striopulsellum atlantis V. Scarabino & F. Scarabino, 2011
- Striopulsellum galatheae (Knudsen, 1964)
- Striopulsellum knorr V. Scarabino & F. Scarabino, 2011
- Striopulsellum minimum (Plate, 1908)
- Striopulsellum sandersi V. Scarabino & F. Scarabino, 2011
- Striopulsellum striatinum (Henderson, 1920)